# Dritter Weltkrieg

Test einer Wasserstoffbombe: Castle Bravo (im Zeitraffer)

Der Dritte Weltkrieg ist die Bezeichnung für einen befürchteten, möglicherweise als Atomkrieg geführten Krieg, der durch einen nuklearen Holocaust einen Großteil des Lebens auf der Erde in relativ kurzer Zeit vernichten könnte. 

## Geschichte
Die Furcht vor einem dritten Weltkrieg war angesichts des nach 1945 bald aufflammenden Kalten Krieges weit verbreitet und aktualisierte sich schlagartig 1950 anlässlich des Ausbruchs des Koreakrieges (der „Koreaschock“). Auch die Kubakrise im Jahr 1962 brachte die damaligen Supermächte USA und UdSSR gefährlich nah an einen atomaren Schlagabtausch; 1983 führte ein Fehlalarm auf sowjetischer Seite fast zum Abschuss von Atomraketen auf die USA. Um die steigende Gefahr einer mit Atomwaffen geführten Auseinandersetzung sukzessive zu reduzieren, wurden bilaterale Vereinbarungen wie der ABM-Vertrag, das SALT-II-Abkommen oder der INF-Vertrag geschlossen, die jedoch wieder aufgekündigt worden sind.
Seit dem Ausbruch des russisch-ukrainischen Kriegs wird erneut vor der Gefahr eines Dritten Weltkrieges gewarnt. Die führenden beteiligten Präsidenten, ehemaliger US-Präsident Joe Biden wie auch der russische Präsident Wladimir Putin, warnen vor einer Eskalation, die in einem Dritten Weltkrieg enden würde. So warnte Joe Biden diesbezüglich vor einem sogenannten Armageddon und bezeichnet den Krieg als größte Weltkriegsgefahr seit der Kubakrise 1962. Diese Bewertung wird von dem Politologen John Mearsheimer geteilt, der den Ukrainekrieg sogar noch gefährlicher als die Kubakrise einschätzt. Der russische Präsident Wladimir Putin wiederum sprach von einer Eskalation des Konflikts zu einem Dritten Weltkrieg, sollte die Ukraine in die NATO aufgenommen werden.

## Verständnis des Begriffs
Die gegenwärtig vorherrschende Bedeutung als existenziell riskanten „letzten Weltkrieg“ wurde von H. G. Wells in dem Buch Befreite Welt bereits kurz vor dem heute als „Ersten Weltkrieg“ bezeichneten als Atomkrieg gedacht. Auch z. B. die Schöne Neue Welt von Aldous Huxley beschreibt einen extrem katastrophalen Krieg sowie dessen Ursachen und Folgen viele Jahre vor dem „Zweiten Weltkrieg“.

Mögliche Angriffsszenarien des Warschauer Paktes in Westdeutschland

Schon vor Beendigung des Zweiten Weltkrieges wurde von einem Dritten Weltkrieg gesprochen. Dabei wurde etwa seitens der Briten an einen erneuten Krieg von Deutschland gedacht, wenn man eine ähnliche Entwicklung wie nach dem Ersten Weltkrieg zuließe. Auch in den Illusionen der nationalsozialistischen Machthaber in der Endphase des Zweiten Weltkrieges, sich noch gemeinsam mit den Westalliierten gegen die Sowjetunion wenden zu können (vgl. Operation Unthinkable), war dieser Begriff enthalten.
In der Zeit zwischen 1945 und den Revolutionen im Jahr 1989, die zum Kollaps des Ostblocks führten, wurde das apokalyptische Szenario eines Dritten Weltkrieges vor allem als mögliche Konfrontation der Supermächte USA und Sowjetunion betrachtet.
Mehrmals in dieser Zeit befanden sich die Supermächte am Rande eines direkten militärischen Konflikts:
- Zu Beginn der Berlin-Blockade (ab 24. Juni 1948) schlug der Militärgouverneur der amerikanischen Besatzungszone, General Lucius D. Clay, vor, die Blockade mit einem bewaffneten Konvoi zu durchbrechen. Der amerikanische Präsident Harry S. Truman lehnte das aber wegen der damit verbundenen Kriegsgefahr ab.
- Im Koreakrieg (1950–1953) bestand ständig die Gefahr der Eskalation; zum Beispiel wurde General Douglas MacArthur unterstellt, den Atomwaffeneinsatz gegen China gewollt zu haben (Näheres hier).
- Der US-amerikanische Druck gegen die Stationierung von sowjetischen Atomwaffen auf Kuba (Kubakrise) führte im Oktober 1962 zur bewaffneten Konfrontation der beiden Supermächte im Atlantik.

Dass der Dritte Weltkrieg als globale Katastrophe eine Rolle spielen könnte, wurde deutlich, als ein Offizier der sowjetischen Raketentruppen, Stanislaw Petrow, eine Meldung des Frühwarnsystems am 26. September 1983 seiner Führung als Fehlalarm meldete.

## Abweichende Begriffsverwendung
Nach James Woolsey, Berater George W. Bushs und Lokalgouverneur im Irak, ist der „Dritte Weltkrieg“ ein Synonym für den Kalten Krieg und wurde ca. 1990 für beendet erklärt.
Im Kontext mit dem wieder an Bedeutung gewinnenden Konflikt zwischen Orient und Okzident wird in letzter Zeit ebenfalls häufiger der Terminus Dritter Weltkrieg verwendet. Kriegsschauplätze wären demnach in erster Linie der Gazastreifen sowie Westjordanland als Zentren des Nahostkonfliktes, Tschetschenien, Syrien, der Irak, Libyen und Afghanistan.
Verschiedentlich wird der Krieg gegen den Terror auch als Dritter oder je nach Sichtweise als Vierter Weltkrieg (wenn man den Kalten Krieg als Dritten Weltkrieg bezeichnet) oder Weltkrieg des 21. Jahrhunderts bezeichnet. Diese Verwendung ist jedoch stark umstritten, da der Terrorismus und dessen Bekämpfung nicht den Umfang eines Weltkrieges erreichen. Auch Papst Franziskus verwendete die Formulierung in diesem Zusammenhang nach den Terroranschlägen in Paris vom 13. November 2015.
Im Februar 2017 schrieb Robert Kagan einen Artikel in der Zeitschrift American Foreign Policy, in dem er sich über den möglichen Eintritt des Dritten Weltkrieges angesichts des exzessiven territorialen Expansionismus, des wachsenden Militarismus und der russischen Hegemonialpolitik besorgt zeigte. Nach seiner Meinung nutzen Mächte, die mit der etablierten internationalen Ordnung unzufrieden sind, die Schwäche und Nachlässigkeit westlicher Demokratien, um eine nationalistische, militaristische und immer kriegerischere Haltung einzunehmen, und bedauern die angebliche Schwäche der Obama-Regierung vor den Russen und den Chinesen.

## Dritter Weltkrieg in den Medien (Literatur, Film, Computerspiele)
General Sir John Hackett, ehemaliger britischer General und Oberbefehlshaber der Heeresgruppe Nord, entwarf die Fiktion eines Dritten Weltkrieges, die er in seinem Buch Der Dritte Weltkrieg: Hauptschauplatz Deutschland (Originaltitel: The Third World War: August 1985) veröffentlichte. Sie beruht auf genauer Kenntnis der Abwehrstrategien und Planspiele der westlichen Verbündeten und der Waffensysteme beider Blöcke.
Die Idee eines Dritten Weltkrieges wurde auch von zahlreichen Künstlern für Bücher, Filme und andere Kunstwerke als Grundlage verwendet. So legt Arno Schmidt mehrfach die Handlung eines seiner Romane in die Zeit nach einem dritten Weltkrieg, 1951 in Schwarze Spiegel, 1960 in Kaff.
Im verfilmten Roman Die Mars-Chroniken wird die Erde verseucht und unbewohnbar, nachdem ihre Einzigartigkeit entfallen ist, weil der Mars besiedelt wurde. Der Autor Werner Riegel schuf den Begriff Finismus, Klaus M. Rarisch den Ultimismus. Die Begriffe bezeichnen die literarische Epoche vor dem vermeintlich bevorstehenden Ende.
In der Reihe Weltraumpartisanen von Mark Brandis (Nikolai von Michalewsky) ist der Höhepunkt des Dritten Weltkrieges 1991, er endet in der Reihe mit dem Zusammenschluss aller Staaten zu drei Ländern.
Auswahl
- Der vom Autor Ian Fleming erfundene britische Geheimagent James Bond wendet in mehreren, teils verfilmten Romanen einen nuklearen Schlagabtausch ab.
- Stanley Kubrick inszenierte in seinem Film Dr. Seltsam oder: Wie ich lernte, die Bombe zu lieben die Vernichtung der Welt durch den Nuklearwaffeneinsatz.
- The Day After zeigt die schrecklichen Folgen eines Was-wäre-wenn…?-Szenarios eines „heißen Krieges“ anstatt eines kalten Krieges der NATO und des Warschauer Paktes, der konventionell beginnt und schließlich mit einem globalen Nuklearkrieg eskaliert. Zum Schluss ist die Erde weitgehend zerstört und kontaminiert.
- In Briefe eines Toten (toten Mannes) wird in dramatischer Weise gezeigt, wie das Leben der in unterirdischen Bunkern lebenden Menschen nach einem weltweiten Atomkrieg aussehen könnte.
- Die rote Flut zeigt die Invasion der USA durch kubanische, nicaraguanische und sowjetische Truppen während des dritten Weltkriegs, der auch zur Zerstörung einiger wichtiger amerikanischer Städte durch Atombomben führt. Sie führt zur Bildung einer Guerilla-Truppe amerikanischer Teenager.
- Die Filmreihe Planet der Affen aus den 1960er und 1970er Jahren zeigt eine Welt, in der ein Dritter Weltkrieg die menschliche Zivilisation beendet hat.
- Im Star-Trek-Universum findet der Dritte Weltkrieg von 2026 bis 2053 zwischen einigen der ehemaligen Westmächte, der Eastern Coalition of Nations und zahlreichen anderen, sich dynamisch ändernden Staatenbündnissen statt. Über 600 Millionen Menschen verlieren in diesem nuklearen Konflikt ihr Leben, sehr viel mehr werden radioaktiv verseucht, die meisten Staaten und Städte werden vernichtet und für Jahrzehnte große Teile der Erde von einem nuklearen Winter heimgesucht.
- Der Dritte Weltkrieg ist der Titel einer fiktionalen Dokumentation des ZDF von 1998 unter der Leitung von Guido Knopp. Sie beschreibt eine fiktive Ereigniskette, die 1989 statt zum friedlichen Ende des Sozialismus zur atomaren Vernichtung hätte führen können.
- Die Hintergrundgeschichte der Computerspielreihe Fallout basiert auf der postapokalyptischen Nachkriegszeit eines Dritten Weltkrieges aus dem Jahr 2077, in dem innerhalb von zwei Stunden die ganze Erde von einem nuklearen Holocaust verheert wurde.
- In der Metro-Romanreihe des russischen Autors Dmitri Gluchowski wurde die Erde nach einem Atomkrieg so weit zerstört, dass die Menschen nur noch im Untergrund leben können. Die Bücher dienten als Vorlage für die Videospiele Metro 2033 (2010), Metro: Last Light (2013) und Metro Exodus (2019).
- Unter dem Titel Buch 3 – Der Dritte Weltkrieg. veröffentlichte der Autor Jan Udo Holey im Jahr 1996 unter dem Pseudonym Jan van Helsing ein Buch mit düsteren Zukunftsvisionen.